# Siraba Dembélé
Siraba Dembélé, verheiratet Dembélé-Pavlović, (* 28. Juni 1986 in Dreux, Frankreich) ist eine ehemalige französische Handballspielerin. Sie spielte zuletzt beim rumänischen Erstligisten CSM Bukarest und war in der französischen Handballnationalmannschaft aktiv.

## Vereinskarriere
Siraba Dembélé begann 1996 das Handballspielen bei HBC Vallée d'Avre. In der Saison 2003/04 lief sie für Dreux AC auf. Anschließend spielte die Außenspielerin vier Jahre für Mérignac Handball. Nachdem Dembélé daraufhin eine Saison bei Issy-les-Moulineaux unter Vertrag stand, schloss sie sich Toulon Saint-Cyr Var Handball an. Mit Toulon gewann sie 2010 die französische Meisterschaft sowie 2011 und 2012 den französischen Pokal. Ab 2012 lief sie für den dänischen Erstligisten Randers HK auf. Ab 2013 stand sie beim mazedonischen Erstligisten ŽRK Vardar SCBT unter Vertrag. Mit ŽRK Vardar SCBT gewann sie 2014, 2015 und 2016 die mazedonische Meisterschaft sowie 2014, 2015 und 2016 den mazedonischen Pokal. Im Sommer 2016 schloss sie sich GK Rostow am Don an. Mit Rostow gewann sie 2017 den EHF-Pokal sowie 2017 und 2018 die russische Meisterschaft. Im Sommer 2018 kehrte Dembélé zu Toulon Saint-Cyr Var Handball zurück. Zur Saison 2020/21 wechselte Dembélé zum rumänischen Erstligisten CSM Bukarest. Im April 2021 zog sie sich einen Achillessehnenriss zu. Mit CSM Bukarest gewann sie 2021 und 2023 die rumänische Meisterschaft sowie 2022 und 2023 den rumänischen Pokal. Nach der Saison 2022/23 beendete sie ihre Karriere.

## Auswahlmannschaften
Ihr Länderspieldebüt für die französische Nationalmannschaft gab Dembélé am 26. Mai 2006 gegen die Türkei. Mit der französischen Équipe nahm die Rechtshänderin 2012 an den Olympischen Spielen teil. Bei der Weltmeisterschaft 2017 gewann sie die Goldmedaille sowie bei der Weltmeisterschaft 2009 und Weltmeisterschaft 2011 jeweils die Silbermedaille. Bei der Weltmeisterschaft 2017 wurde sie zusätzlich in das All-Star-Team gewählt. 2006 errang sie bei der Europameisterschaft die Bronzemedaille. Bei den Olympischen Spielen 2016 in Rio de Janeiro gewann sie die Silbermedaille. Bei der Europameisterschaft 2016 gewann sie die Bronzemedaille. Bei der Europameisterschaft 2018 errang sie die Goldmedaille im eigenen Land. Dembélé gewann bei der Europameisterschaft 2020 die Silbermedaille. Im Turnierverlauf erzielte sie insgesamt 14 Treffer.
Im November 2021 erklärte sie ihren Rückzug aus der Nationalmannschaft.

## Privates
Seit Sommer 2018 ist sie mit dem Fußballspieler Igor Pavlović verheiratet. Das Paar hat zwei Kinder.